# João Morais
João Pedro Morais (ur. 6 marca 1935 w Cascais; zm. 27 kwietnia 2010 w Vila do Conde), portugalski piłkarz, obrońca. Brązowy medalista MŚ 66. Długoletni zawodnik Sportingu.
Kontrakt ze Sportingiem podpisał w 1958. Trzykrotnie zostawał mistrzem Portugalii (1958, 1962 i 1966), triumfował w Pucharze Portugalii. W 1964 znajdował się wśród zwycięzców Pucharu Zdobywców Pucharów (zdobył jedyną bramkę w powtórzonym meczu finałowym).
W reprezentacji Portugalii zagrał 10 razy. Debiutował 18 maja 1966 w meczu ze Szkocją, ostatni raz zagrał rok później. Podczas MŚ 66 wystąpił w trzech meczach.